# Francis Albarède
Francis Albarède est un géologue et géochimiste français né en 1947. Spécialiste des isotopes stables comme marqueurs de processus naturels, il a appliqué ses travaux à de nombreuses disciplines comme la biologie, l'archéologie ou la médecine. Professeur émérite à l'École normale supérieure de Lyon, il a été le premier directeur du Laboratoire de géologie de Lyon : Terre, planètes, environnement. En 2022, il est élu à l'Académie des sciences.

## Biographie
Après des études de sciences naturelles à l'université de Montpellier, il soutient, en 1972, une thèse de géochimie à l'Institut de physique du globe de Paris sous la direction de Claude Allègre. Après plusieurs années passées comme enseignant-chercheur à l'IPGP, il défend, en 1976, une thèse d'État consacrée à la géochimie isotopique puis réalise un post-doctorat de deux ans au California Institute of Technology sur les isotopes stables des roches granitiques et métamorphiques. Il revient en France en 1979 comme professeur à l'École nationale supérieure de géologie puis à l'École normale supérieure de Lyon à partir de 1991. En 2011, il prend la direction du nouveau Laboratoire de géologie de Lyon : Terre, planètes, environnement et occupe, depuis 2015, un poste de professeur émérite. Il est par ailleurs professeur associé à l'université Rice au Texas. En 2016, il obtient un financement du Conseil européen de la recherche pour son projet SILVER dont le but est d'étudier la composition de pièces d'argent antiques.
Au cours de sa carrière, il étudie des thématiques variées, souvent par le prisme de la géochimie : la structure interne de la Terre, l'origine de l'eau sur la Terre, les points chauds, les volcans de boue et leur possible rôle dans l'apparition de la vie, la contamination au plomb de l'eau courante dans la Rome antique, la composition isotopique du sang ou encore l'âge des continents.
Les travaux de Francis Albarède sont reconnus au niveau international dans le domaine de la géochimie et des sciences de la Terre en général. Ils obtient plusieurs prix et distinctions au cours de sa carrière comme la médaille d'argent du CNRS en 1988, la Légion d'honneur en 2008 et le premier prix Nemmers en sciences de la terre en 2018 pour « ses applications fondamentales de la chimie géologique aux sciences de la terre ». Dès le milieu des années 1980, il participe ou dirige des comités éditoriaux de revues scientifiques internationales et publie plusieurs ouvrages. En 2022, il est élu à l'Académie des sciences.
En 2009, il est à l’initiative d'un texte, signé par 80 scientifiques, de soutien aux réformes du statut des enseignants-chercheurs menées par la ministre Valérie Pécresse sous la présidence de Nicolas Sarkozy. La même année, alors président du comité éditorial de l'Union américaine de géophysique qui publie plusieurs revues telles que Journal of Geophysical Research, il émet des réserves sur la politique de science ouverte de l'Union européenne.

## Distinctions
- Médaille d'argent du CNRS (1988)[1],
- Membre honoraire de l'Institut universitaire de France (1994-2004)[1],[13]
- Norman Bowen Award de l'Union américaine de géophysique (2000)
- Médaille Arthur-Holmes de l'European Union of Geosciences (2001)
- Chevalier de l'ordre des Palmes académiques (2006)
- Prix Goldschmidt (en) de la Geochemical Society (2008)[1],[14],[15]
- Chevalier de la Légion d'honneur (2008)[1],[16]
- Prix Nemmers en sciences de la Terre de l'université Northwestern (2018)[1],[17]
- Membre élu à l'Académie des sciences (2023)[18]
- Officier de l'ordre national du Mérite (2024)[19]
- Membre élu à l'Académie des sciences des Etats Unis (2025)[20]

## Ouvrages
- La Géochimie, coll. Que sais-je ? no 75. Presses universitaires de France (1976)
- (en) Francis Albarède, Introduction to geochemical modeling, Cambridge, Cambridge University Press, 1995, 543 p. (ISBN 978-0-521-45451-3, OCLC 0521454514)
- Francis Albarède, La Géochimie, Paris, Gordon and Breach Science Publishers, coll. « géosciences », 2001, 190 p. (ISBN 978-2-84703-000-6, OCLC 47520602, BNF 37652733)
- (en) Francis Albarède (préf. Albrecht W. Hofmann), Geochemistry : an introduction, Cambridge New York, Cambridge University Press, 2003, 248 p. (ISBN 978-0-521-81468-3 et 978-0-521-89148-6, OCLC 50730746, lire en ligne)